# Ivan Vratarič
Ivan Vratarič (madžarsko Vratarits Iván), madžarsko-slovenski pravnik, * 13. junij 1874, Černelavci, † 1909, Murska Sobota.

## Življenjepis
Ivan Vratarič se je rodil leta 1874 v Černelavcih. Osnovno šolo je končal v Murski Soboti, gimnazijo pa v Sopronu. Nato je študiral pravo v Budimpešti, pravno prakso pa je opravljal v Békéscsabi in Sombothelu. 24. decembra 1899 je bil promoviran za doktorja prava, odvetniški izpit pa je opravil 21. oktobra 1901. Mesec dni kasneje je v Murski Soboti odprl pisarno. Njegova prva dejavnost je bila reorganizacija Kmetijske Banke, ki je bila v krizi. Odkar je bil njen pravni svetovalec, se je lepo razvijala. Kot mlad odvetnik je aktivno sodeloval pri vodelnju cerkvenih in občinskih zadev. Nekaj let je bil tudi inšpektor moravske ter mursko-soboške evangeličanske fare in si zelo prizadeval, da bi lahko izgradili svojo cerkev. Na žalost tega ni dočakal, saj je umrl eno leto pred izgradnjo. Z njegovo pomočjo je Kmetijska banka ustanovila podružnici v Rogašovcih in Gornjih Petrovcih. Bil je član odbora podružnice gispodarskega društva (1890), član županijskega municipalnega odbora in predstavniškega telesa občine Murska Sobota, član odborov Madžarskega prosvetnega društva za Vendsko krajino (VMKE), kazina, ter glasbenega in pevskega društva. Umrl je leta 1909.